# Mémorial du génocide de Kaduha
Le mémorial du génocide de Kaduha honore les victimes du massacre de masse des Tutsis qui s'est déroulé en avril 1994 dans la paroisse de Kaduha, district de Nyaruguru, province du Sud, lors du Génocide perpétré contre les Tutsi au Rwanda.

## Emplacement

### Localisation
Le Mémorial du génocide de Kaduha est situé dans le district de Nyaruguru, secteur de Bamba, cellule de Kavumu, umurenge de Kaduha, dans la région de Mayaga, de l'ancienne province de Gikongoro. La paroisse de Kaduha elle-même se trouve dans le secteur de Kavumu.

### Contexte
| \| 150 km1:3 445 000 \| Kibuye Gisenyi Bisesero Ntarama Kigali Nyamata Murambi Rusiga |
| 150 km1:3 445 000                                                                     |

| Mémoriaux du génocide des Tutsis au Rwanda |
| (2018) Année d'inauguration                |

Communes du Rwanda en 1994

Le Mémorial du génocide de Kaduha fait partie d'un vaste réseau de nombreux sites commémoratifs et fosses communes présents sur le territoire rwandais et au-delà, liés au génocide de 1994 perpétré contre les Tutsi. Lors de l'inauguration, Paul Kagame souligne la nécessité de se souvenir des événements passés pour que le génocide ne se reproduise plus jamais. Il encourage les Rwandais à surmonter les défis en promouvant l'unité, la justice, la réconciliation, et en luttant contre la pauvreté et la mauvaise gouvernance.

## Histoire
Le massacre principal à Kaduha a eu lieu le 21 avril 1994. Kaduha est l'un des épicentres des massacres dans la préfecture de Gikongoro, après Mushubi (7 avril), Kibeho (14 avril) et Muganza (16 avril). Des milliers de Tutsis s'étaient réfugiés dans les paroisses de Kaduha, Cyanika et Kibeho lors des massacres de Noël 1963-1964.
L'attaque du 21 avril 1994 a visé l'église et les bâtiments paroissiaux, ainsi que les infrastructures de santé et les écoles avoisinantes. Des témoins décrivent comment les réfugiés ont été regroupés à Kaduha sous prétexte de sécurité, puis tués. Un survivant, Claude Ndorimana, étudiant à l'école agri-vétérinaire de Kaduha, a raconté avoir cherché refuge à la paroisse avec sa famille, après avoir appris la mort de proches. Il a témoigné des tueries dans l'école et l'hôpital, et de l'enterrement des victimes, y compris sa petite sœur de six ans, encore vivante. François Shikama, un agriculteur, a également témoigné avoir vu des personnes être tuées à la barrière près de la "Blanche" (Sœur Milgitha) et à l'église,.
Les fosses communes de Kaduha étaient à l'origine des tranchées creusées par les réfugiés sous l'instruction des autorités, présentées comme des latrines, mais qui ont ensuite servi à jeter les corps des victimes. Des récompenses, comme du riz ou de l'argent de Sœur Milgitha, étaient données pour le transport des cadavres.
Le site du mémorial de Kaduha est un lieu où des cérémonies de commémoration sont régulièrement organisées, notamment autour du 21 juillet, date anniversaire des massacres.

## Particularités
Le Mémorial de Kaduha est construit grâce aux contributions de la population. Il est un lieu de mémoire et de pèlerinage et se trouve au cœur de la recherche historique sur le génocide, surtout grâce aux archives documentées par la religieuse allemande Sœur Milgitha Kösser (1936-2016). Responsable du centre de santé de Kaduha depuis 1973, elle est un témoin impuissant du génocide le 21 avril 1994. Elle constitue un album documentaire de 193 photographies (datées de 1992 à 1995) qui attestent de l'ampleur du saccage humain et matériel, ainsi que de la profanation des corps, des lieux et des objets religieux. Cet album est une archive essentielle pour comprendre les événements de Kaduha,.
L'étude des événements à Kaduha révèle la perversion du langage par les génocidaires, où des termes comme gutabara (solliciter le secours) sont utilisés pour désigner le renforcement des bandes meurtrières. Des expressions liées au "travail" ou aux "responsabilités administratives" décrivent les tours de garde aux barrières meurtrières. Même le vocabulaire des réjouissances sociales est réinvesti pour décrire les célébrations des tueurs.
La topographie de Kaduha, avec ses collines escarpées et ses profonds ravins, transforme la paroisse - durant les massacres - en piège mortel, rendant la fuite presque impossible pour les victimes sans moyens de défenses.